# Clément Secchi
Pour les articles homonymes, voir Secchi.
Clément Secchi, né le 4 mai 2000 à Aix-en-Provence, est un nageur français.

## Carrière

### Carrière universitaire
Évoluant sur le circuit universitaire canadien, Clément Secchi détient le record de l'université McGill dans 14 épreuves différentes (sur 20 possibles). Il est le premier athlète masculin à être nommé 3 fois consécutivement athlète de l'année à McGill, cumulant cet honneur avec le titre de meilleur rookie lors de sa première saison en 2018-2019.
Aux championnats du Réseau du sport étudiant du Québec, il remporte 15 médailles d'or en 18 courses disputées sur 3 saisons, ainsi que le trophée de meilleur nageur de l'année lors de sa dernière saison. En 2019-2020 et 2021-2022, il guide son équipe vers la conquête de la bannière de champion provincial. Il réussit également l'exploit de battre le record RSEQ dans 12 épreuves différentes (sur 20 possibles).
Aux championnats U Sports, l'équivalent canadien des NCAA, il remporte 7 médailles d'or (50m Dos (natation) en 2019 et 2020 ; 100m papillon en 2020 et 2022 ; 50m papillon, 200m papillon et 4x100m nage libre en 2022). En 2022, pour sa dernière année à l'université McGill, il conduit son équipe vers une 3e place historique au classement national des universités. Il est également nommé nageur de l'année du circuit universitaire canadien, devenant le premier nageur de McGill à remporter ce trophée.

### Carrière en club
Il réalise son premier coup d'éclat sur la scène nationale lors des Championnats de France de natation 2020 de Saint-Raphaël (Var) en remportant la médaille d'argent sur 200 mètres papillon à la surprise générale. Il s'agit alors de sa première compétition sous les couleurs du Cercle des nageurs de Marseille, qu'il a rejoint à l'été 2020 après plus de 10 ans au Pays d'Aix Natation.
Il passe au travers lors des sélections olympiques à Chartres en 2021, échouant à la 6e place du 100m papillon et à la 7e place des 50m et 200m papillon.
Lors des championnats de France hiver de Montpellier, il remporte une nouvelle médaille d'argent sur 200m papillon en 1'58"89 et termine 4e du 100m papillon en 52"96.
Il est sacré champion de France du 100 mètres papillon aux Championnats de France de natation 2022 à Limoges avec un chrono de 52"31. Il se qualifie ainsi pour les championnats du monde de Budapest au titre du relais 4x100 4N. Il remporte également un nouveau titre de vice-champion de France du 200m papillon en 1'58"74 et termine 5e du 50m papillon en 23"84.
Il améliore ses records personnels en 50 et 100 m papillon lors des  Championnats de France de natation 2024 et sélections olympiques à Chartres en 2024. Aux Jeux olympiques de Paris, il se hisse en demi-finales du 100 m papillon, et gagne une médaille de bronze au relais 4x100 m quatre nages masculin (il ne participe qu'aux séries du relais, son homologue en finale étant Maxime Grousset). Le relais 4x100 m quatre nages tricolore fait le meilleur temps des séries en 3 min 31 s 36.

## Palmarès

### Jeux olympiques
| Édition    | Épreuve                   | Épreuve              |
| Édition    | 100 m papillon            | 4 × 100 m 4 nages    |
| Paris 2024 | 14e (demi-finale) 51 s 58 | Bronze 3 min 28 s 68 |

### Championnats du monde
| Édition        | Épreuve                 |
| Édition        | 4 × 100 m 4 nages       |
| Singapour 2025 | Bronze aligné en séries |

### Championnats d'Europe
| Édition   | Épreuve              |
| Édition   | 4 × 100 m 4 nages    |
| Rome 2022 | Argent 3 min 32 s 50 |

### Championnats de France
| Édition                  | Épreuve        | Épreuve              | Épreuve | Épreuve | Épreuve |
| Édition                  | 100 m papillon | 200 m papillon       |         |         |         |
| Saint-Raphaël 2020       | —              | Argent 2 min 1 s 31  |         |         |         |
| Montpellier 2021 (hiver) | —              | Argent 1 min 58 s 86 |         |         |         |
| Limoges 2022             | Or 52 s 31     | Argent 1 min 58 s 72 |         |         |         |

## Décorations
- Chevalier de l'ordre national du Mérite (2024)[5]